# Syzygium australe
Espèce
Classification phylogénétique
Syzygium australe est une espèce de plantes à fleurs de la famille des Myrtaceae. C'est un arbre endémique dans les forêts tropicales de l'est de l'Australie. Il peut atteindre une hauteur maximale de 35 m avec un diamètre du tronc de 60 cm. Les feuilles sont opposées, simples, lancéolées de 4 à 8 cm de long. Les fleurs sont blanches et en grappes. Les fruits rouge foncé sont comestibles.
Il est communément cultivé dans les jardins de l'est de l'Australie, sous forme de cultivars de taille plus petite. Ils sont souvent cultivés en haies. Les fruits agréablement acides sont consommés frais ou cuits. Ils peuvent être utilisés pour faire des confitures et gelées.
Il est souvent confondu avec Syzygium paniculatum.

## Galerie

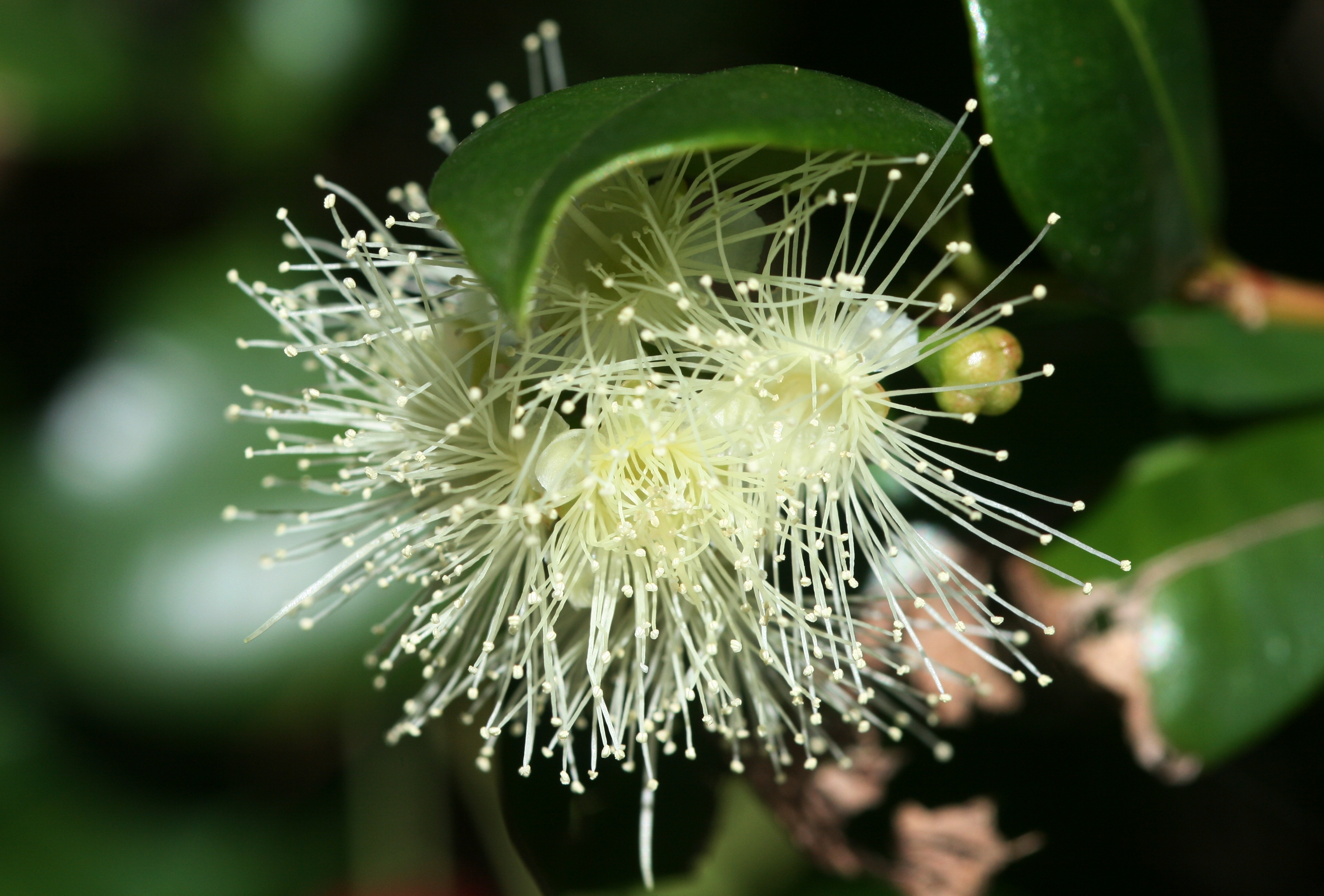
Fleur cultivée.
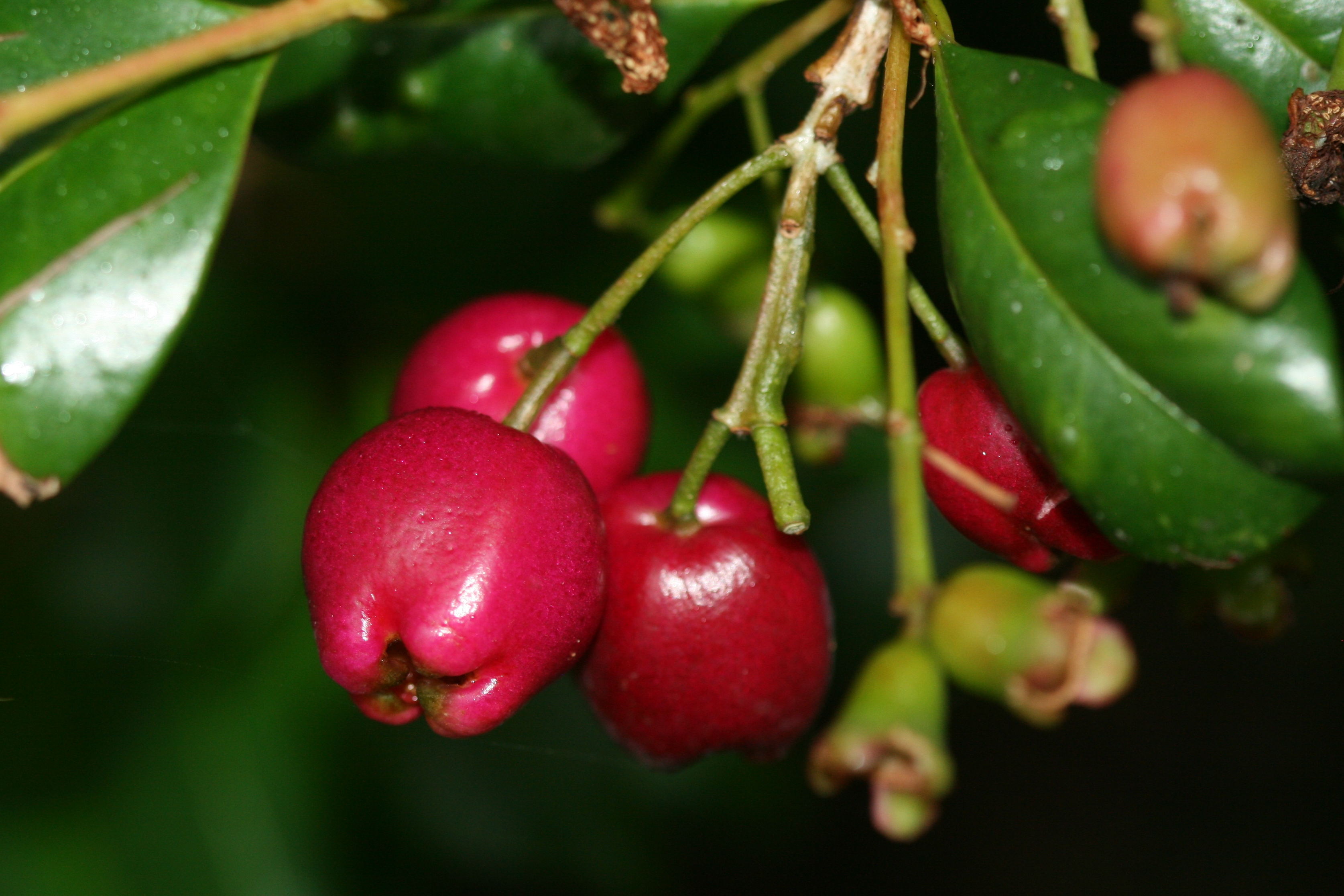